# Xanthoparmelia hypoprotocetrarica
Xanthoparmelia hypoprotocetrarica är en lavart som först beskrevs av Kurok. & Elix, och fick sitt nu gällande namn av Hale. Xanthoparmelia hypoprotocetrarica ingår i släktet Xanthoparmelia och familjen Parmeliaceae.   Inga underarter finns listade i Catalogue of Life.